# Franciszkanki misjonarki

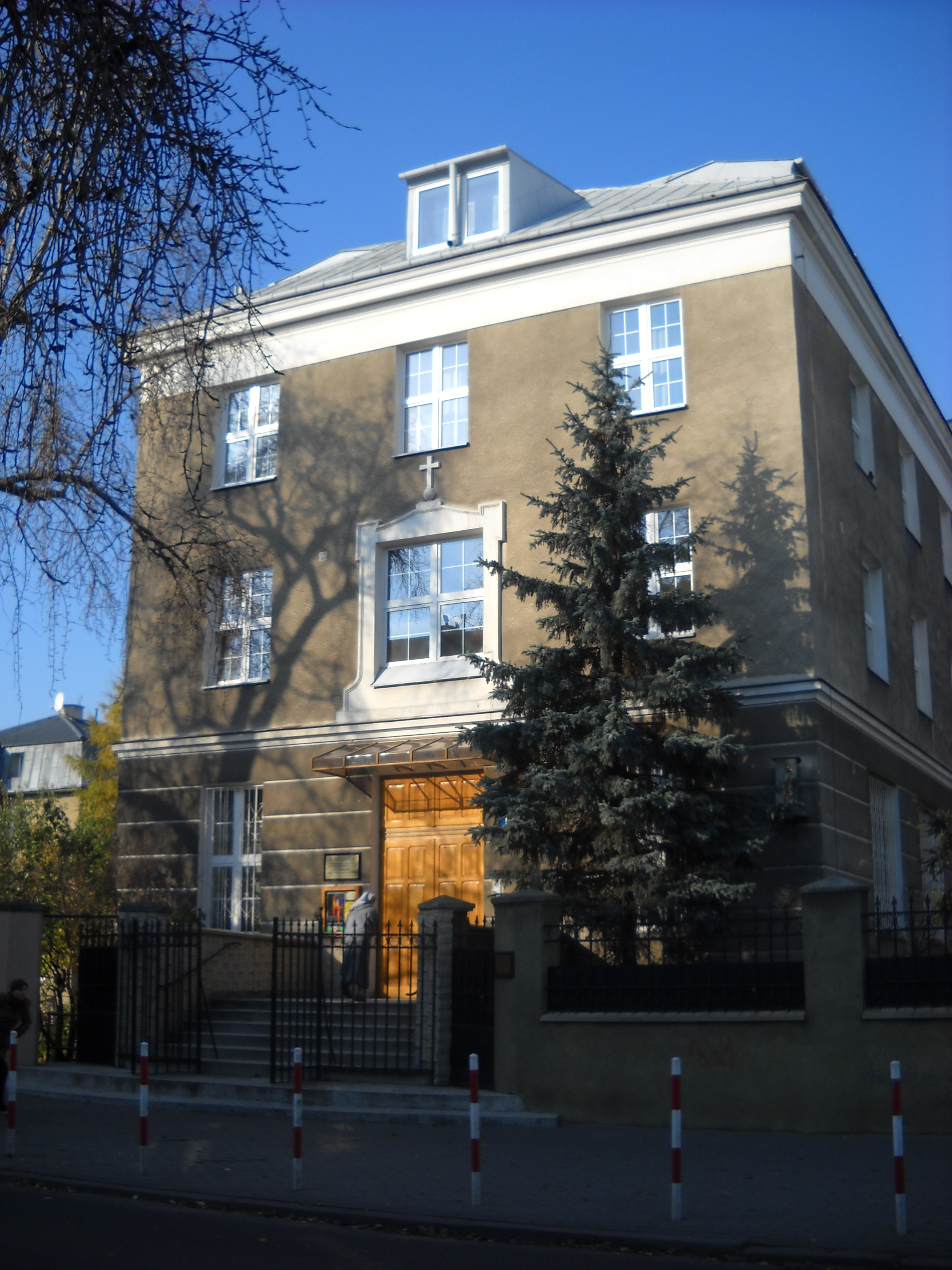
Klasztor franciszkanek misjonarek w Warszawie przy ul. Racławickiej

Zgromadzenie Franciszkanek Misjonarek Maryi – żeńskie katolickie zgromadzenie zakonne założone w Ootacamund w Indiach.
Zgromadzenie zostało założone przez Francuzkę Marię od Męki Pańskiej (Helenę de Chappotin). Zostało ono zatwierdzone 6 stycznia 1877 przez papieża Piusa IX. Od początku istnienia franciszkanki misjonarki uczestniczyły w pracy misyjnej Kościoła, a ideałem zgromadzenia było tworzenie wspólnot międzynarodowych.
Siostry prowadzą działalność ewangelizacyjną, edukacyjną, pracują w przychodniach, szpitalach, hospicjach i sierocińcach, które też zakładają. Do Polski przybyły w 1922 z Odessy. Pierwszy dom zakonny został założony w Łabuniach.

## Święte i błogosławione
- 7 męczennic z Chin: św. Maria Hermina od Jezusa, św. Maria od Pokoju, św. Maria Klara, św. Maria od Bożego Narodzenia, św. Maria od św. Justyna, św. Maria Adolfina, św. Maria Amandyna
- bł. Maria od Męki Pańskiej – założycielka
- bł. Maria Assunta Pallota